# He Zizhen

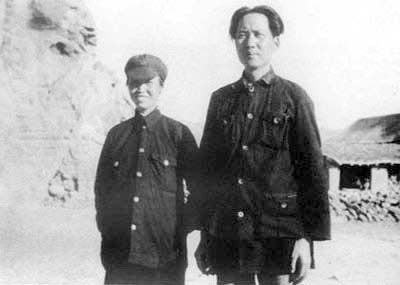
He Zizhen und Mao in Nord-Shaanxi, 1936

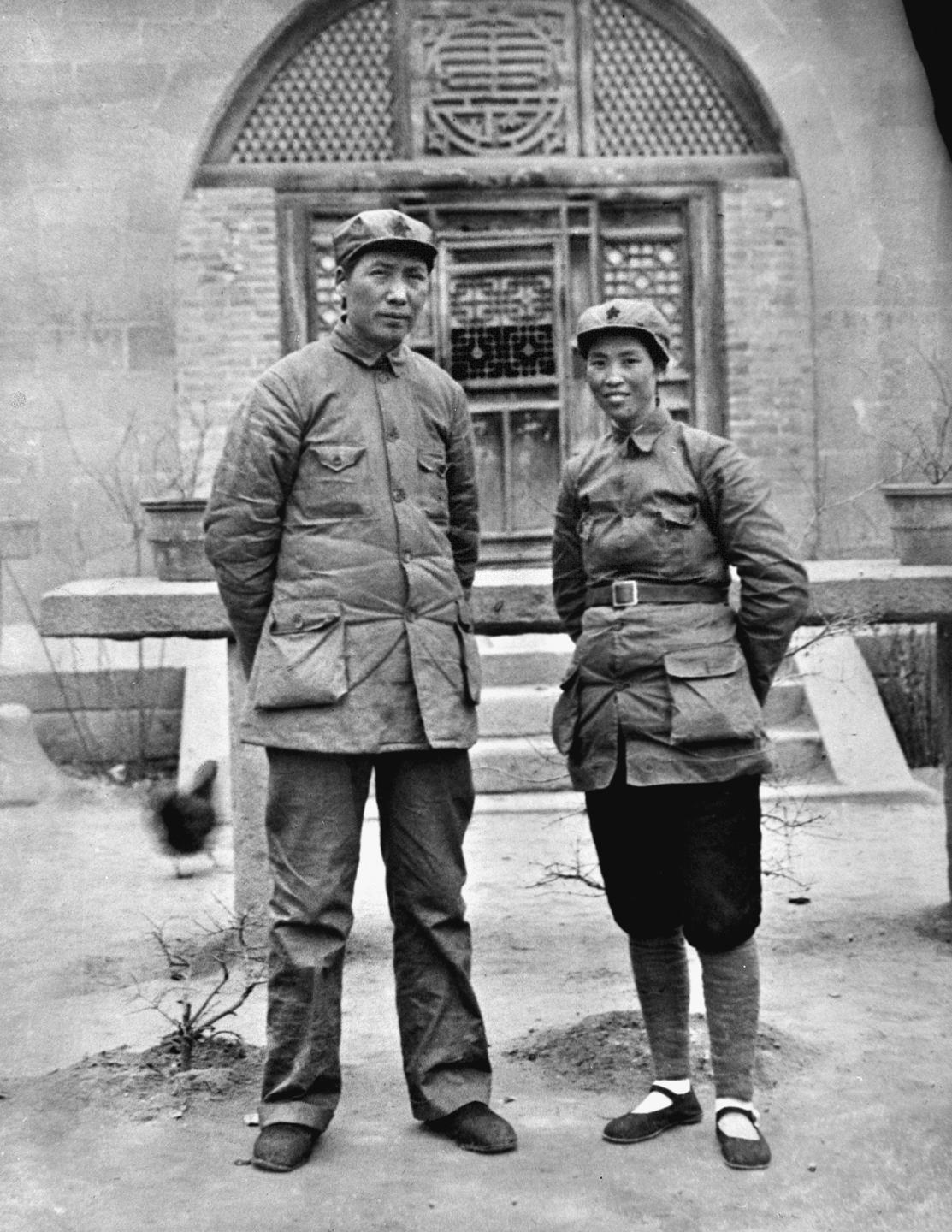
He Zizhen und Mao in Yan’an, 1937

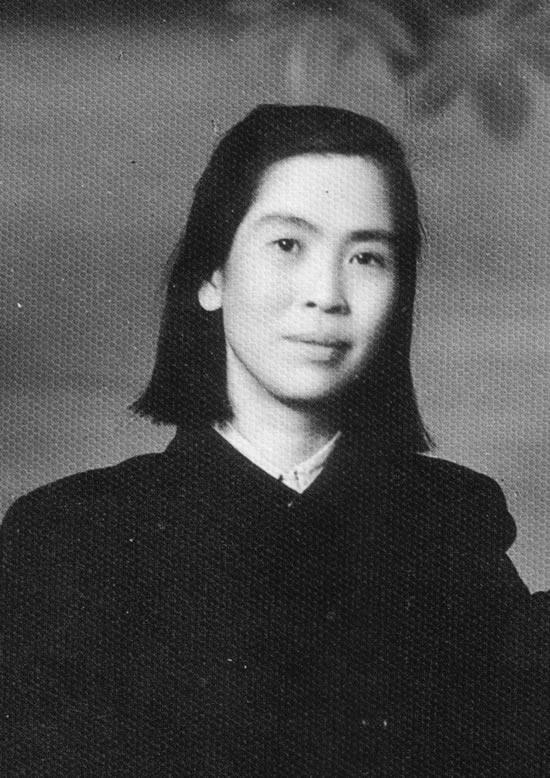
He Zizhen, 1947

He Zizhen, auch He Jijen, (chinesisch 賀子珍 / 贺子珍, Pinyin Hè Zǐzhēn, Geburtsname Hè Guìyuán (贺桂圆), * September 1909 in der Provinz Jiangxi; † 19. April 1984 in Shanghai) war von 1928 bis 1939 die dritte Ehefrau Mao Zedongs.

## Leben
He Zizhen, die einer Landbesitzer- und Gelehrtenfamilie entstammte, trat im Alter von 16 Jahren in die Kommunistische Partei Chinas (KPC) ein. Als die Kuomintang in ihrem Heimatort die Macht übernahm und Kommunisten verfolgte, wurde sie von der KPC in das Gebirge Jinggangshan geschickt. He, die der Hakka-Volksgruppe angehörte, wird als attraktiv, lebhaft, belesen und politisch gebildet, aber auch als widerspenstig und aufmüpfig beschrieben. Dies ist der Grund, warum Yuan Wencai, einer der Banditenführer, die damals die Region um Jinggangshan beherrschten, He Zizhen Mao Zedong als Dolmetscherin vorschlug. Mao war im Oktober 1927 mit den vom fehlgeschlagenen Herbsternte-Aufstand in Changsha verbliebenen Truppen in Jinggangshan eingetroffen und hatte das Ziel, eine kommunistische Basis zu errichten. Yuan fürchtete, von Mao verdrängt zu werden, und setzte auf eine persönliche Verbindung, um sich Maos Loyalität zu sichern. Am 25. oder 26. Mai 1928 heirateten Mao und He in Gegenwart von Yuan, wenngleich Mao verheiratet war und seine Frau Yang Kaihui noch lebte.
Im Januar 1929 verlegten Mao und Zhu De ihren Sowjet in Richtung Süd-Jiangxi. He Zizhen begleitete ihn, denn sie war im 5. Monat schwanger und es war zu gefährlich, in Jinggangshan zu bleiben. Gleichwohl gibt es Behauptungen, Maos Wächter hätten sie gezwungen, in die neue Basis mitzukommen. Ende Mai 1929 wurde im Städtchen Longyan ihre erste Tochter namens Jinhua geboren. Da Mao mit seinen Truppen auf der Flucht vor der Kuomintang war, musste das Kind eine halbe Stunde nach seiner Geburt bei einer einheimischen Bauernfamilie zurückgelassen werden. Nach Ende des Bürgerkrieges wurde es gesucht, aber nie gefunden. Nach diesem Erlebnis soll He Zizhen in ihrem eigenen Namen das Zeichen 自 (zì, selbst) in das Zeichen 子 (zǐ, Kind) geändert haben, sodass sie nicht mehr He, die sich selbst schätzt, sondern He, die ihr Kind schätzt hieß.
Im Jiangxi-Sowjet durchlief He Zizhen mit ihrem Mann das Auf und Ab der Machtkämpfe in der Kommunistischen Partei. Die zweite Jahreshälfte 1929 verbrachten sie gemeinsam in Gutian, wohin sie sich zurückgezogen hatten, um Maos Malaria und Depressionen auszukurieren. Ähnliches wiederholte sich zwei Mal. Im November 1932 wurde ihr Sohn Anhong geboren, im Spätherbst 1933 kam ein weiterer Sohn zur Welt, der jedoch nur einige Tage überlebte. Im Frühling 1933 unterlag Mao in den Machtkämpfen und wurde aus der militärischen Führung ausgeschlossen. Auch He Zizhen verlor ihren Posten als Sekretärin des Rates der Volkskommissare und musste sich an der Parteischule des Zentralkomitees umerziehen lassen. Als der Jiangxi-Sowjet evakuiert werden musste, war He Zizhen unter den wenigen Frauen, die den Langen Marsch mit antreten durften. Sie wurde Mitglied einer Sanitätsbrigade. Sohn Anhong musste zurückbleiben, Zizhens Schwester He Yi und ihr Mann Mao Zetan (Mao Zedongs jüngerer Bruder) willigten ein, sich um Anhong zu kümmern. Aus Sicherheitsgründen versteckte Mao Zetan den Jungen bei der Familie einer seiner Wächter in Ruijin. Nach dem gewaltsamen Tod von Mao Zetan war Mao Anhongs Aufenthaltsort niemandem bekannt. Nach 1949 versuchte man erfolglos, ihn ausfindig zu machen.
Auf dem Langen Marsch gebar He Zizhen im Februar 1935 erneut ein Kind. Das Mädchen wurde in einer leerstehenden Hütte von geflohenen Yi-Bauern geboren und mit 30 Yuan Entschädigung zurückgelassen. Das Schicksal dieses Mädchens ist unbekannt, gerüchteweise lebte es nur wenige Monate. Später wurde sie bei einem Luftangriff der Kuomintang schwer verwundet, Granatsplitter verblieben bis zu ihrem Lebensende in ihrem Körper.
Nach Ende des Langen Marsches blieben He Zizhen und Mao Zedong im Ort Wayaobao im nördlichen Shaanxi, wo sie wie die am Rande des Existenzminimums lebenden Einheimischen eine Höhle in den Löss-Hügeln bezogen. Dort gebar sie ihr fünftes Kind, die Tochter Jiaojiao, die sich später Li Min nannte. Im Januar 1937 zog die Familie nach Yan’an in das Haus eines wohlhabenden Händlers. Wenige Monate später verließ He Zizhen ihren Mann Mao Zedong, weil er offen mit Mitgliedern einer Schauspieltruppe und ausländischen Journalistinnen (Agnes Smedley und Wu Lili) flirtete. Im Januar 1938 fuhr sie nach Moskau und wurde unter dem Decknamen Wen Yun an der Chinesischen Parteischule in Kutschino aufgenommen. Hier gebar sie am 6. April 1938 ihr sechstes Kind, einen Jungen namens Ljowa. Er starb jedoch im Alter von 10 Monaten.
Im November 1939 sandte Mao Zedong eine Scheidungsnachricht an He Zizhen und heiratete Jiang Qing. Nach Ausbruch des Zweiten Weltkrieges wurde He Zizhen in das Internationale Waisenhaus in Iwanowo verlegt, in dem sie als Erzieherin arbeitete. Ihre Tochter Jiaojiao, aber auch Maos Söhne Anying und Anqing waren ebenfalls in Iwanowo. Mit Mao Zedong hatten die vier nur ausgesprochen selten brieflichen Kontakt. Im Jahre 1947 kehrte sie mit Jiaojiao nach China zurück, nachdem sie in Iwanowo in psychiatrischer Behandlung gewesen war.
Im Jahre 1959 sahen sich Mao und He Zizhen zum letzten Mal. Mao war es bei einem Aufenthalt in Lu Shan plötzlich eingefallen, dass er seine frühere Frau sehen wollte. Er ließ sie von ihrem vier Stunden entfernten Wohnort in Nanchang holen. He Zizhen sah krank aus und machte einen zeitweise verwirrten Eindruck. Es ist nicht bekannt, worüber sie sich mit Mao unterhielt. Sie starb am 19. April 1984 in Shanghai.